# Erdős–Kacs sats
Inom talteori är Erdős–Kacs sats, uppkallad efter Paul Erdős och Mark Kac, även känd som probabilistiska talteorins fundamentalsats, en sats som säger att om ω(n) betecknar antalet skilda primtalsfaktorer av n, då är sannolikhetsfördelningen av
{\displaystyle {\frac {\omega (n)-\log \log n}{\sqrt {\log \log n}}}}
normalfördelningen. Det här är en djup utvidgning av Hardy–Ramanujans sats, som säger att normala ordningen av ω(n) är log log n med ett typiskt fel av storlek {\displaystyle {\sqrt {\log \log n}}}.
Mer precist är för alla fixerade a < b
{\displaystyle \lim _{x\rightarrow \infty }\left({\frac {1}{x}}\cdot \#\left\{n\leq x:a\leq {\frac {\omega (n)-\log \log n}{\sqrt {\log \log n}}}\leq b\right\}\right)=\Phi (a,b)}
där {\displaystyle \Phi (a,b)} är den normala (eller "Gaussiska") fördelningen, definierad som
{\displaystyle \Phi (a,b)={\frac {1}{\sqrt {2\pi }}}\int _{a}^{b}e^{-t^{2}/2}\,dt.}